# Beleń
Beleń – wieś w Polsce położona w województwie łódzkim, w powiecie zduńskowolskim, w gminie Zapolice.
W latach 1975–1998 miejscowość administracyjnie należała do województwa sieradzkiego.
Wieś wspomniana w dokumentach w 1391 r. Położona na wsch. wysokim brzegu Warty w odległości 7 km od Sieradza. Przed II wojną św. Akademickie Koło Polskiego Towarzystwa Prehistorycznego z Poznania odkryło w Beleniu kilka stanowisk od epoki kamienia do wczesnego średniowiecza. W 1861 r. Wincenty Bem, właściciel Belenia, wraz z Emanuelem Myszkowskim z Zapolic, Tomaszem baronem Danglem z Chojnego i Teodozjuszem Wierzchlejskim z Karsznic założyli w Beleniu spółkę komandytową w celu eksploatacji młyna parowego, olejarni, gorzelni i stępu do tłuczenia kości. W 1939 r. miały tu miejsce ciężkie boje o utrzymanie linii obrony na Warcie. Odcinkiem "Beleń" dowodził d-ca 30 p. Strzelców Kaniowskich z Warszawy ppłk. W. Szmyd. Niemcy przerwali polską linię obrony o świcie 5 września. U podnóża skarpy zachowały się polskie schrony bojowe dla obsługi ckm. 